# Campeonato Sergipano de Futebol de 1995
O Campeonato Sergipano de Futebol de 1995 foi a 72º edição da divisão principal do campeonato estadual de Sergipe. O campeão foi o Sergipe que conquistou seu 28º título na história da competição. O artilheiro do campeonato foi Curel, jogador do Sergipe, com 21 gols marcados.

## Premiação
| Campeonato Sergipano de 1995 |
| Aracaju                      |
| ---------------------------- |
| Sergipe Campeão (28º título) |